# 張嵊
張嵊（ちょう じょう、488年 - 549年）は、南朝梁の官僚。字は四山。本貫は呉郡呉県。

## 経歴
鎮北将軍張稷の子として生まれた。祖父の張永は宋の光禄大夫をつとめ、弟の張伊も官位についていた。
父が冀州・青州刺史となって徐玄明に殺害されたことから、張嵊は家の禍を恐れて、終生にわたって菜食粗衣をつらぬき、手に刀や刃を握ろうとしなかった。揚州に秀才に挙げられ、秘書郎を初任とした。太子舎人・太子洗馬・司徒左西掾・中書郎を歴任し、永陽郡内史として出向した。建康に召還されて、宣城王蕭大器の下で中軍司馬となり、散騎常侍の位を受けた。さらに湘東王蕭繹の下に転じて、鎮南長史・尋陽郡太守として出向した。中大同元年（546年）、建康に召還されて太府卿となり、まもなく呉興郡太守に転じた。
太清2年（548年）、侯景が建康を包囲すると、張嵊は弟の張伊に呉興郡の兵数千人を率いさせて建康の救援に派遣した。太清3年（549年）、台城が陥落すると、張嵊は沈浚の勧めに従って義兵を挙げ、邵陵王蕭綸から征東将軍の号を受けた。張嵊は軍主の王雄らに兵を与えて侯景の部将の劉神茂の軍を迎撃させると、鱧瀆でこれを撃退した。侯景が侯子鑑に精兵2万人を与えて劉神茂を助けさせると、張嵊は軍主の范智朗に呉興郡の西で防戦させたが、劉神茂に敗れて逃げ帰った。反乱軍が勝利に乗じて柵を焼いたため、張嵊の軍は総崩れとなり、張嵊は反乱軍に捕らえられた。侯景のもとに送られて、建康の市で処刑された。享年は62。このとき子弟十数人が連座して殺害された。侯景の乱が平定されると、張嵊は元帝（蕭繹）により侍中・中衛将軍・開府儀同三司の位を追贈された。諡は忠貞子といった。

## 伝記資料
- 『梁書』巻43 列伝第37
- 『南史』巻31 列伝第21